# Ancistrocerus fukaianus
Ancistrocerus fukaianus är en stekelart som först beskrevs av Schulthess.  Ancistrocerus fukaianus ingår i släktet murargetingar, och familjen Eumenidae.

## Underarter
Arten delas in i följande underarter:
- A. f. ingens
- A. f. opulentissimus